# Perdido (Alabama)
Perdido, también conocida como Perdido Station, es una comunidad no incorporada y un lugar designado por el censo en el condado de Baldwin, Alabama, Estados Unidos. Perdido se encuentra a lo largo de la ruta 61 del condado a 12,2 millas (19,6 km) al noreste de Bay Minette. Perdido tiene una oficina de correos con el código postal 36562. Tiene una escuela primaria, Perdido School, que es parte de la Junta de Educación del Condado de Baldwin.

## Historia
Perdido lleva el nombre del río Perdido. Una oficina de correos operó bajo el nombre Perdido Station desde 1871 hasta 1923, y con el nombre Perdido desde 1923 hasta la actualidad.